# Hoppensee
Der Hoppensee ist ein See bei Gehren im Landkreis Vorpommern-Greifswald in Mecklenburg-Vorpommern.
Das etwa 0,7 Hektar große Gewässer befindet sich im Gemeindegebiet von Strasburg (Uckermark), einen Kilometer nordöstlich vom Ortszentrum in Gehren entfernt. Der See verfügt über keine natürlichen Zuflüsse. Durch ein weitverzweigtes nördliches Grabensystem fließt jedoch Wasser zum Galenbecker See ab. Die maximale Ausdehnung des Hoppensees beträgt etwa 130 mal 70 Meter.